# Pterorthochaetes gestroi
Pterorthochaetes gestroi är en skalbaggsart som beskrevs av Edgar von Harold 1874. Pterorthochaetes gestroi ingår i släktet Pterorthochaetes och familjen Hybosoridae. Utöver nominatformen finns också underarten P. g. longisetosus.